# Украинцы в Воронежской области
Украи́нцы в Воронежской области (укр. Українці Вороніжчини) — одна из крупнейших национальных общин, которая сформировалась исторически и внесла значительный вклад в освоение и развитие данного региона.
Исторически расселились в данном регионе в процессе колонизации Слободской Украины (территорий современных Сумской, Харьковской, Белгородской, Курской и Воронежской областей) в период правления Бориса Годунова.
Этот приграничный край активно заселялся в XVII—XVIII веках. Оседая здесь вблизи крепостей переселенцы брали на себя сторожевую службу и военную защиту пограничья. В период императорства Анны Иоанновны, в соответствии с «Решительными пунктами» Даниила Апостола, земли стали предоставляться преимущественно выходцам из Правобережной Украины, находившейся под властью Речи Посполитой, желавшим получить свободные земли.
Украинская колонизация региона в XVII—XVIII веках повлияла не только на процесс заселения края, но и на его социокультурное и экономическое развитие. Она проходила несколькими волнами. Массовый характер переселения носили в 1630—1640 годах, после казацких восстаний на Украине.

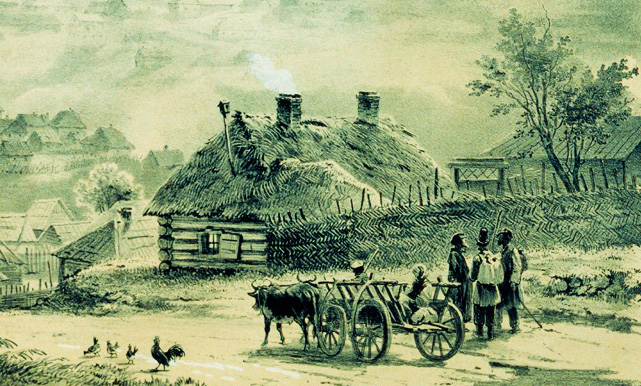
Украинский тип жилищ — хаты, вид Воронежа с западной стороны. XIX век.

## История
Систематическое заселение воронежских земель украинцами происходит во второй половине XVII — начале XVIII в., после того как на южных границах государства была создана военно-сторожевая служба с системой оборонительных сооружений, сыгравших большую роль в освоении юга страны. Были построены города-крепости: в 1585 г. — Воронеж, в середине XVII в. — Ольшанск, Коротояк, Урыв, Острогожск.
Большую роль в заселении южных районов Воронежской области играли переселенцы с Украины. Процесс особенно усилился во второй половине XVI в. после создания Речи Посполитой, в состав которой вошли центральные и западные районы Украины. Наиболее массовое переселение украинских казаков относится к 1652 г., когда около 1000 казачьих семей были размещены в городе-крепости Острогожске, самом южном оплоте воронежских земель. В 1664 г. был образован Острогожский казачий полк, к которому были приписаны все выходцы с Украины, поселившиеся к северу от Острогожска. Со временем к полку приписываются огромные территории к югу от Острогожска по правобережью Дона в бассейне Тихой Сосны, Чёрной Калитвы, Богучара и Айдара.

1764 год. Карта слободских полков, в частности Острогожского казачьего полка (современная Воронежская область).

По мере укрепления южных рубежей России и уменьшения опасности набегов из Крымского ханства расширялось стихийное заселение Воронежской земли казенными и беглыми крепостными крестьянами, казаками, отставными солдатами. Возникали селения дворцовых и монастырских крестьян. В XVIII в. происходила интенсивная помещичья колонизация. Южные районы современной области осваивались переселенцами из правобережной и левобережной Украины. Интенсивное заселение украинцами Воронежской губернии продолжалось до 20-х годов XIX в. Позднее усиливаются обратные переселенческие движения из этой губернии на Кавказ, в Нижнее Поволжье, Южное Приуралье.
Особенности национального состава населения Воронежской области сложились в результате миграционных процессов. Численное преобладание в южных уездах губернии украинцев, а в северных — русских, создавшееся ещё в XVII—XVIII вв., длительное время оставалось неизменным. По данным историков, в конце XVIII века доля украинцев на территории современной Воронежской области составляла 40 % от общей численности населения края.
Следующая волна переселения, менее интенсивная, была вызвана Столыпинской реформой. Украинцы расселились в это время, в основном, на юге и юго-востоке Воронежской губернии. В конце XIX века украинцы составляли 36 % населения региона.

## Демографический аспект

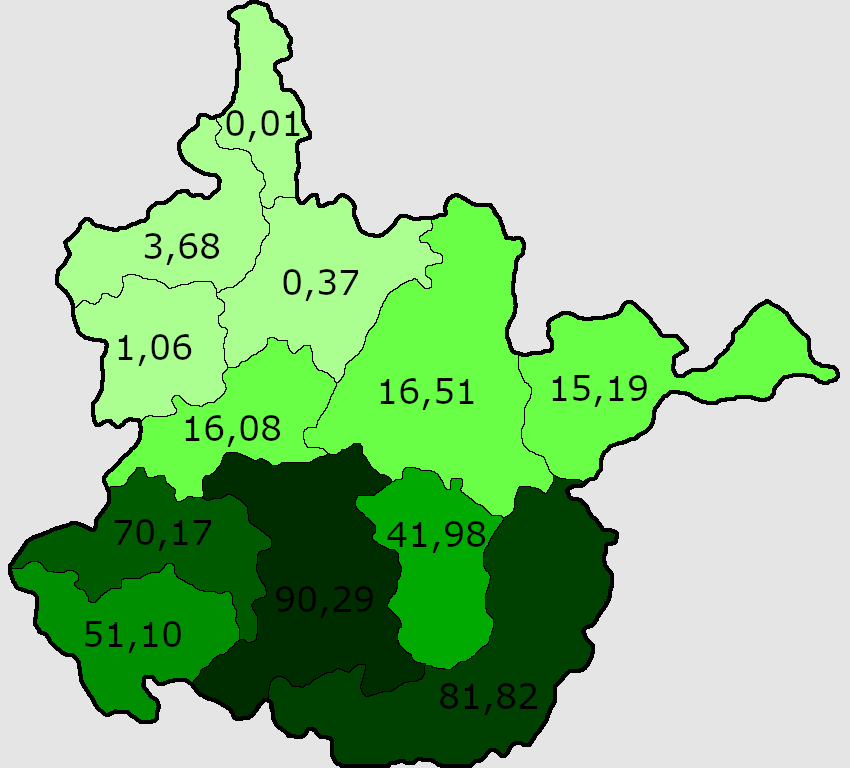
Украинский язык в Воронежской губернии по переписи 1897 года

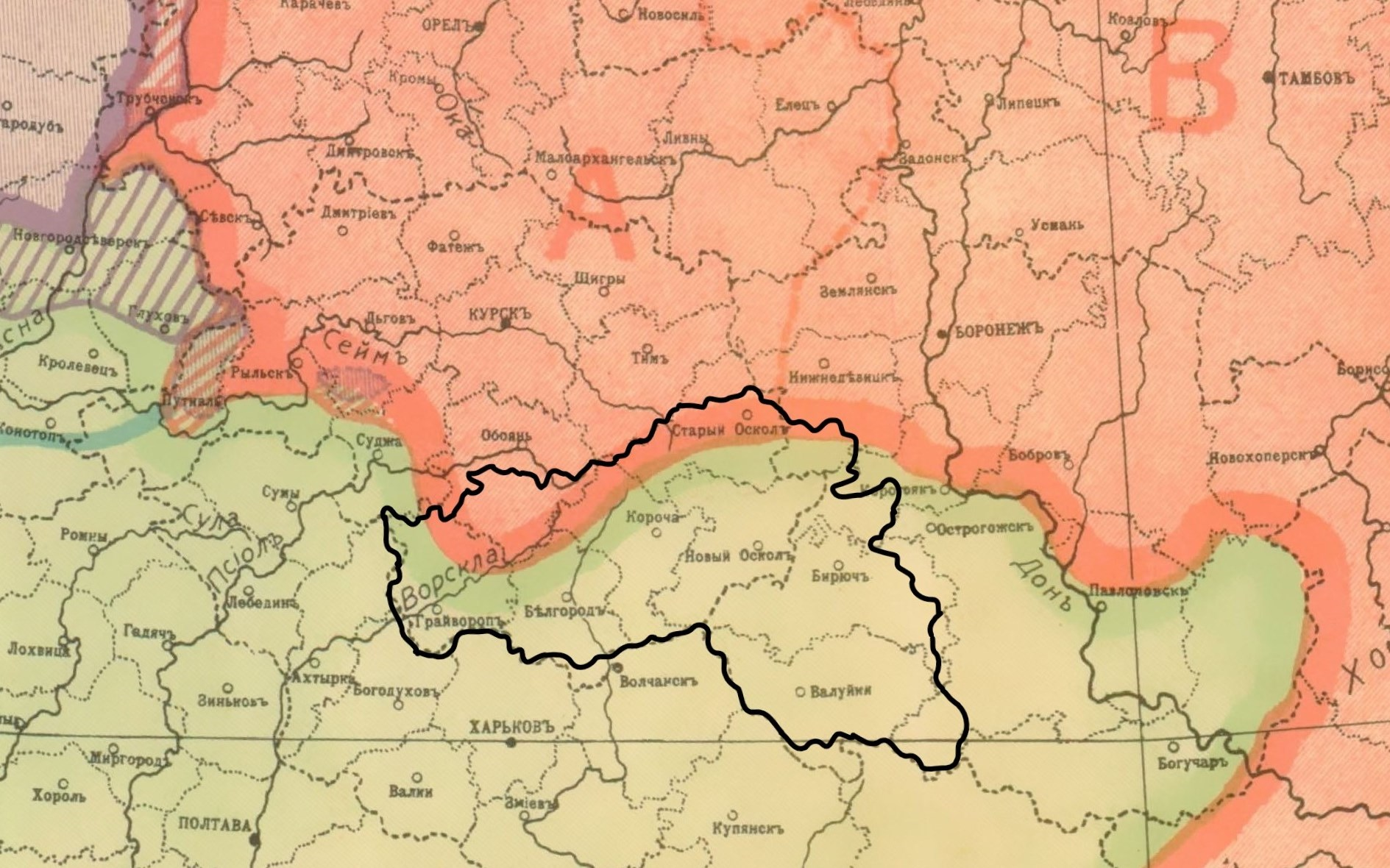
Украинский язык (обозначен зелёным) на юге Воронежской области, и на большей части Белгородской области (обведена чёрным). Издание русского императорского географического общества. 1914

Родной язык населения Воронежской губернии по данным переписи 1897 года:
| Уезд             | русский («великорусский») | украинский («малорусский») |
| ---------------- | ------------------------- | -------------------------- |
| Губерния в целом | 63,3 %                    | 36,2 %                     |
| Бирюченский      | 29,2 %                    | 70,2 %                     |
| Бобровский       | 83,2 %                    | 16,5 %                     |
| Богучарский      | 17,8 %                    | 81,8 %                     |
| Валуйский        | 48,6 %                    | 51,1 %                     |
| Воронежский      | 98,3 %                    | …                          |
| Задонский        | 99,9 %                    | …                          |
| Землянский       | 96,2 %                    | 3,7 %                      |
| Коротоякский     | 83,8 %                    | 16,1 %                     |
| Нижнедевицкий    | 98,9 %                    | 1,1 %                      |
| Новохопёрский    | 84,6 %                    | 15,2 %                     |
| Острогожский     | 8,4 %                     | 90,3 %                     |
| Павловский       | 57,8 %                    | 42,0 %                     |

По материалам первой Всеобщей переписи населения в 1897 г., среди сельского населения Воронежской губернии русский язык считали родным 63,3 %, а украинский — 36,2 % населения. Большинство населения, которое считало родным языком украинский, проживало в южных уездах: Острогожском (90,3 %), Богучарском (81,8 %) и Бирючинском (70,7 %). Эти уезды были расположены на территории бывшего Острогожского казачьего полка. Здесь украинцы жили сплошным этническим массивом, который граничил с юго-запада с украинскими поселениями Харьковской губернии. В двух уездах — Павловском и Валуйском — украинский назвали родным языком почти половина всего сельского населения (41,9 и 51,1 %). Поселения в этих уездах нередко располагались вперемежку, были также и национально-смешанные селения. Украинские поселения встречались и в некоторых волостях северных уездов. В частности. в Землянском уезде украинцы (3,7 % сельского населения) жили в Ендовищенской волости. Они были потомками казаков Гвоздевско-Ендовищенского казачьего войска — самого первого украинского поселения на Воронежской земле.
По материалам Всесоюзной переписи 1926 г., среди сельского населения Воронежской губернии насчитывалось 33,2 % украинцев. Статистику за период с 1897 по 1926 г. сравнивать трудно, поскольку значительно изменились административные границы уездов. Тем не менее можно констатировать, что сплошной украинский этнический массив по-прежнему находился в южных уездах губернии. В Россошанском уезде (южная территория бывшего Острогожского уезда) украинцы составили 90,9 % всего сельского населения, в Богучарском — 72,7, в Валуйском — 54,8, в Острогожском — 50,4 %.
В 1939 году в Воронежской области, включавшей тогда обширные территории современных Липецкой и Белгородской областей, начитывалось 402 710 украинцев (11,3 % от населения области).
С 1957 года, когда границы области сформировались окончательно, число украинцев в области стабильно сокращается:
| Год переписи | 1959            | 1970             | 1979             | 1989             | 2002            | 2010            | 2021             |
| ------------ | --------------- | ---------------- | ---------------- | ---------------- | --------------- | --------------- | ---------------- |
| Украинцы     | 176 845 (7,5 %) | 145 828 (↘5,8 %) | 135 171 (↘5,4 %) | 122 622 (↘5,0 %) | 73 716 (↘3,1 %) | 43 054 (↘1,9 %) | 13 260 (↘0,57 %) |

Изменения в определении национальной принадлежности лицами украинского происхождения, произошедшие на территории Воронежской области за сравнительно короткий отрезок времени, были обусловлены сложной совокупностью причин. Проведение национальной политики, русификация, индустриализация, коллективизация сельского хозяйства, социалистическое строительство, усиление урбанизации, рост подвижности населения, увеличение дисперсности в расселении — эти и многие другие факторы способствовали созданию экономического и культурного единства всего населения, утверждению новых форм межэтнических отношений и взаимодействий, закономерных для социалистического общества. Процесс этот облегчался давней родственной языковой и культурной близостью русских и украинцев.